# World DanceSport Federation
De World DanceSport Federation (WDSF) is een overkoepelende sportorganisatie voor de internationale dans- en rolstoeldanssport. De WDSF werd in 1957 opgericht in het Duitse Wiesbaden als de International Council of Amateur Dancers (ICAD) en was van 1990 tot 2011 bekend als de International Dance Sport Federation (IDSF). De bond wordt voorgezeten door Shawn Tay en heeft zijn zetel in het Zwitserse Lausanne. De WDSF kent 95 deelnemende nationale bonden en is sinds 1997 zelf aangesloten bij het Internationaal Olympisch Comité (IOC) en het Internationaal Paralympisch Comité (IPC).
De WDSF is verantwoordelijk het reguleren, organiseren en ontwikkelen van de internationale danssport. De bond organiseert verschillende danscompetities en -kampioenschappen voor onder meer het latin- en ballroomdansen, het rolstoeldansen en het breakdancen. De WDSF is niet de enige internationale dansbond. Zo organiseert de World Dance Council (WDC) zijn eigen competities en wereldkampioenschappen.